# حشيشة المبارك المشرشرة
حشيشة المبارك المشرشرة (الاسم العلمي:Geum laciniatum) هي نوع من النباتات تتبع جنس حشيشة المبارك من الفصيلة الوردية.